# Hradiště u Hlinné
Hradiště u Hlinné är ett berg i Tjeckien.   Det ligger i regionen Ústí nad Labem, i den nordvästra delen av landet, 60 km norr om huvudstaden Prag. Toppen på Hradiště u Hlinné är 545 meter över havet. Hradiště u Hlinné ingår i České Středohoří.
Terrängen runt Hradiště u Hlinné är kuperad åt nordväst, men åt sydost är den platt.Runt Hradiště u Hlinné är det tätbefolkat, med 331 invånare per kvadratkilometer. Närmaste större samhälle är Ústí nad Labem, 11,6 km nordväst om Hradiště u Hlinné. Omgivningarna runt Hradiště u Hlinné är en mosaik av jordbruksmark och naturlig växtlighet.